# David F. Sandberg
David F. Sandberg (21 de janeiro de 1981, Jönköping, Suécia) é um diretor de cinema sueco. Conhecido por seus curtas-metragens coletivos de terror sem orçamento sob o pseudônimo on-line ponysmasher e por sua estreia no cinema em 2016 na direção de Lights Out, baseado no seu aclamado curta homônimo de terror de 2013.

## Vida e Carreira
Antes de Lights Out, Sandberg foi um animador e dirigiu alguns documentários e curta-metragens. Ele se encontrava totalmente endividado em 2013, e contou que o curta-metragem Lights Out mudou totalmente sua vida de "uma maneira inimaginável". Sandberg lançou o filme de mesmo nome em 2016, baseado no curta, no qual teve crítica positiva e sucesso de bilheteria.
Sandberg dirigiu Annabelle 2, a prequela do filme de terror sobrenatural Annabelle, lançado em agosto de 2017.
Ele também dirigiu Shazam!, filme de estreia em live-action do personagem homônimo da DC Comics, que estreou em abril de 2019.

## Vida pessoal
Sandberg é casado com a artista Lotta Losten no qual participa de grande parte de seus filmes, incluindo o curta Lights Out e sua readaptação cinematográfica de mesmo nome. Eles se casaram em 2013.

## Filmografia

### Curtas-metragens
- Cam Closer (2013)
- Lights Out (2013)
- Pictured (2014)
- Not So Fast (2014)
- Coffer (2014)
- See You Soon (2014)
- Attic Panic (2015)
- Closet Space (2016)

### Longas-metragens
- Lights Out (2016)
- Annabelle 2: A Criação do Mal (2017)
- Shazam! (2019)
- Shazam! Fury of the Gods (2023)

## Recepção
| Filme                         | Rotten Tomatoes | Orçamento         | Bilheteria        |
| ----------------------------- | --------------- | ----------------- | ----------------- |
| Lights Out                    | 76%             | US$5 milhões      | US$148.8 milhões  |
| Annabelle 2: A Criação do Mal | 69%             | US$15 milhões     | US$306.5 milhões  |
| Shazam!                       | 90%             | US$80-100 milhões | US$ 364.4 milhões |